# Ochavo de Bercimuel
El ochavo de Bercimuel, es una división administrativa castellana de origen medieval perteneciente a la Comunidad de Villa y Tierra de Sepúlveda.
Los ochavos son una división administrativa que, en un principio, equivalían a la octava parte de un territorio determinado, generalmente comprendían una parte del término rural dependiente de una villa, rigiéndose en este caso por el Fuero de Sepúlveda.
El ochavo alberga un valioso patrimonio románico, con iglesias y fuentes del siglo XII, además de elementos etnográficos como palomares y picotas. Su paisaje está marcado por amplias llanuras agrícolas de cereal y girasol, cruzadas por arroyos. Las tradiciones locales incluyen fiestas patronales, procesiones y celebraciones como la matanza del cerdo o tradiciones como Recoger el Bollo.

## Comunidad de Villa y Tierra de Sepúlveda
La Comunidad de Villa y Tierra de Sepúlveda se divide en seis ochavos, aunque en un principio fueron ocho. Los ochavos en activo que pertenecen a la Comunidad de Villa y Tierra de Sepúlveda se encuadran dentro de la actual provincia de Segovia. Estos ochavos son:
- Ochavo de Sepúlveda
- Ochavo de Cantalejo
- Ochavo de Prádena
- Ochavo de las Pedrizas y Valdenavares
- Ochavo de la Sierra y Castillejo
- Ochavo de Bercimuel

En el pasado estuvieron también bajo fuerte influencia Maderuelo y Pedraza. Formando además parte del territorio los ochavos de:
- Ochavo de Fresno de Cantespino, hasta su segregación en el siglo XII como Comunidad de Villa y Tierra de Fresno de Cantespino (de la que después se desgranaría también la villa de Riaza).
- Ochavo de Sierra, cuyo territorio está hoy, tras años de disputas, repartido entre las provincias de Guadalajara y Madrid.

## Localidades del ochavo de Bercimuel
El ochavo de Bercimuel, parte de las Comunidades Segovianas, está encabezado por la localidad de Bercimuel y además está constituido por los siguientes pueblos (a los que se suman sus despoblados):
- Bercimuel (capital)
- Pajarejos
- Grajera
- Fresno de la Fuente
- Encinas
- Aldeonte
- El Olmo (recientemente anejado a Barbolla)
- Barbolla
- Boceguillas
- Aldeanueva del Campanario (recientemente anejado a Boceguillas)
- Turrubuelo (recientemente anejado a Boceguillas)